# رامون أليغرا
رامون أليغرا (بالإسبانية: Ramón Alegre)‏ هو لاعب هوكي الحقل إسباني، ولد في 14 مايو 1981 في برشلونة في إسبانيا.

## وصلات خارجية
- رامون أليغرا على موقع أوليمبيديا (الإنجليزية)